# تل کلات
تل کلات در شهرستان شوشتر، دهستان میان آب، روستای مهدی‌آباد واقع شده و این اثر در تاریخ ۵ آذر ۱۳۸۰ با شمارهٔ ثبت ۴۲۰۹ به‌عنوان یکی از آثار ملی ایران به ثبت رسیده است.